# Baselica
Baselica è una frazione del comune italiano di Pontremoli, nella provincia di Massa-Carrara.

## Geografia fisica
Fa parte della Valle del Verde unitamente a Guinadi, Cervara, Grondola e gli altri. È lungo la vecchia via del Borgallo, nella valle del Verde, che univa la Val di Taro alla Val di Magra.
Baselica è legata alla frazione di Guinadi per la sua dipendenza parrocchiale ossia cappellania.

## Storia
Negli Statuti di Pontremoli del XIV secolo tutte le frazioni della Valle del Verde sono citate col nome di MULPE che, secondo il famoso storico Manfredo Giuliani (il Pagus Vignolensis), poteva essere il relitto di un'antica circoscrizione religiosa.
Il nome Baselica è stante ad indicare un possedimento del fisco regio nel periodo longobardo - carolingio; si trovano, nella vallata, altri toponimi che lo indicano. La macchia di Baselica, le capanne del re, le cascine del monarca. Compare, sotto il passo del Borgallo, anche il Castel di Margrai ed esso dipendeva dalla Pieve di San Pancrazio di Vignola, a cui faceva capo anche la Baselica valtarese, situata al confine Bizantino-longobardo, sulla destra del Taro.
Baselica, come Cervara e il Lago Verde, fu una delle basi del secondo conflitto mondiale dei nazifascisti.

## Monumenti d'interesse
Il paese è caratterizzato dall'orologio della torre della chiesa (cappella), entrambi imponenti e ristrutturati nel 2003.
La chiesa dedicata a San Pietro, con la torre campanaria alta 42 metri, è la più alta della vallata, con 4 campane (la più grande ha un peso di 6 quintali e 20 chili e il diametro di cm.110 circa).

## Società

### Tradizioni e folclore
- San Pietro
- Madonna del Carmine
- immacolata Concezione